# سیارک ۱۲۷۶۱
سیارک ۱۲۷۶۱ (به انگلیسی: 12761 Pauwels، نامگذاری:1993TP38) دوازده هزار و هفتصد و شصت و یکمین سیارک کشف شده‌است که در ۹ اکتبر ۱۹۹۳ کشف شد.
قدر مطلق سیارک برابر ۲۸.۲ است.